# Video J
 (février 2024).
Si vous disposez d'ouvrages ou d'articles de référence ou si vous connaissez des sites web de qualité traitant du thème abordé ici, merci de compléter l'article en donnant les références utiles à sa vérifiabilité et en les liant à la section « Notes et références ».
Video J (ビデオジェイ, bideo jei) est un manga de Michiyo Akaishi. Publié initialement dans les numéros d’octobre 2003 à mai 2005 du magazine Puchikomikku (Shōgakukan), il a fait l’objet d’une édition par Flower Comics en trois volumes reliés. Il comporte dix chapitres, appelés « page », chacun se terminant par le résumé par l’héroïne de la journée qui vient de s’écouler.
Ce manga tourne autour du monde du journalisme, et plus précisément le vidéo-journalisme.

## Bref résumé de l’histoire
Depuis le meurtre de sa famille, riche propriétaire d’un grand groupe, Juri Kirishima fuit les meurtriers, qui portent un tatouage de scorpion sur la main.
Alors qu’elle fuit encore une fois, aidée par son petit ami Kengo, elle rencontre un journaliste, J, qui s’immisce dans sa vie. Mais Kengo, pour la protéger, meurt, entraînant avec lui deux des trois meurtriers.
Ne sachant que faire, Juri vient loger chez J, et l’aide dans son travail. Petit à petit elle y prend goût. Mais son passé la rattrape, et elle est obligée de faire face.

## Personnages
- Juri Kirishima (桐嶋 樹梨, Kirishima Juri?) : âgée de dix-neuf ans, elle est à la tête d’une grande fortune, héritée de sa défunte famille. Témoin oculaire du meurtre de ses proches, elle en a oublié comment rire.
- Kengo (健吾?) : petit ami de Juri, acteur célèbre. Bien qu’il prétende uniquement se servir d’elle et de sa fortune, il n’hésite pas à mourir pour la protéger.
- J, de son vrai nom Jonfan Yu (柳 晶煥, Yu Jonfan?) : journaliste indépendant très connu dans ce milieu, il a toujours une caméra sur l’épaule. Il observe toujours tout avec une grande neutralité, et prétend que tout ce qui est caché apparaît sur ses films.